# Байсснер, Людвиг
Людвиг Байсснер (нем. Ludwig Beissner, 6 июля 1843 — 21 декабря 1927) — немецкий ботаник и дендролог.       

## Биография
Людвиг Байсснер родился в городе Людвигслуст 6 июля 1843 года.
С 1887 по 1913 год Байсснер был инспектором сада в Бонне.
Он был глубокоуважаемым дендрологом.
Байсснер был автором научных работ Handbuch der Laubholzkunde и Handbuch der Nadelholzkunde.
Людвиг Байсснер умер 21 декабря 1927 года.

## Научная деятельность
Людвиг Байсснер специализировался на семенных растениях.

## Научные работы
- Handbuch der Laubholzkunde[3].
- Handbuch der Nadelholzkunde (3 Auflagen)[3].